# Leina-Werke

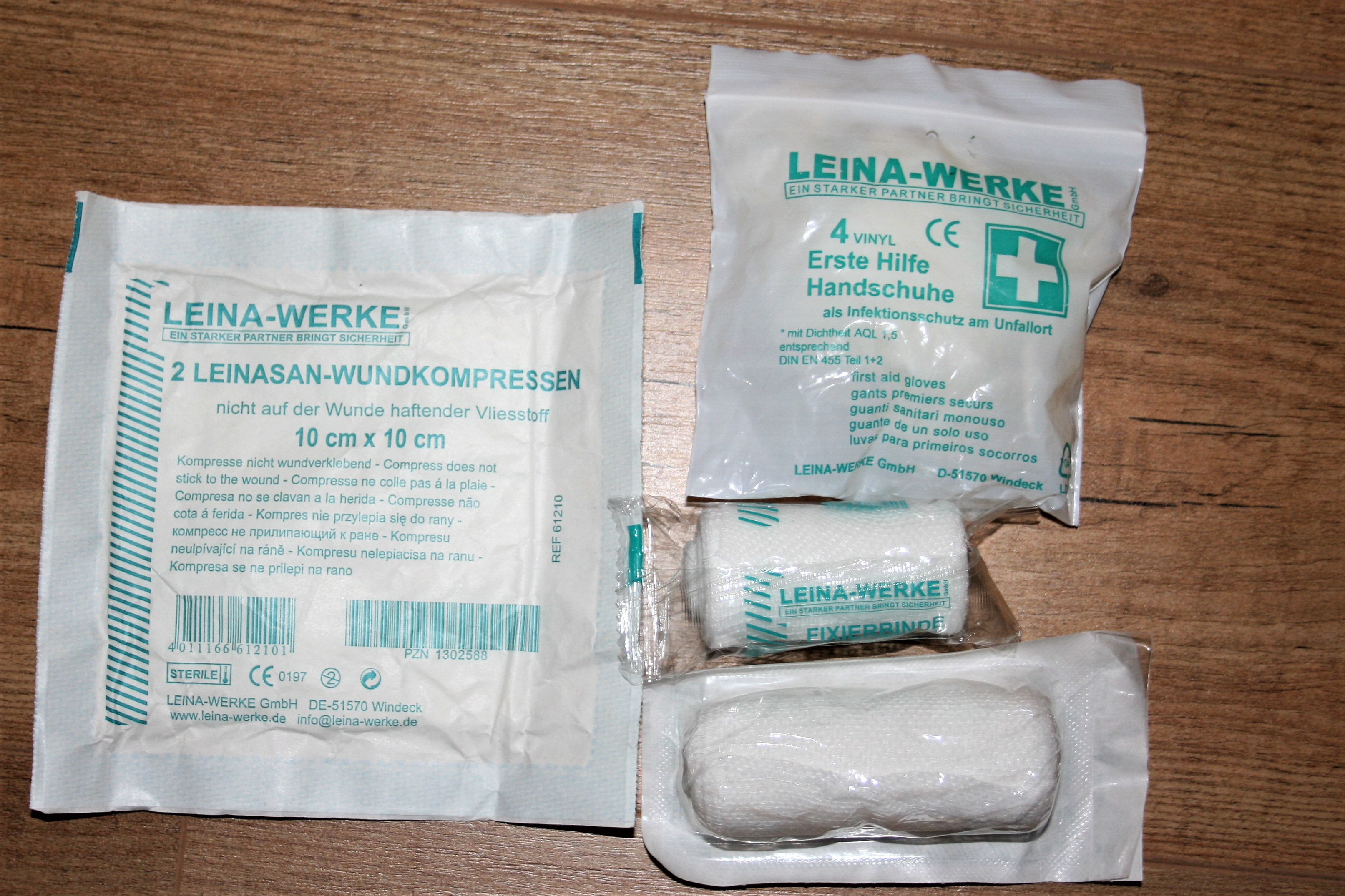
Kompressen, Einmalhandschuhe, Fixierbinde und Verbandpäckchen von Leina-Werke

Die Leina-Werke sind ein Hersteller von Verbandmaterial, Verbandkästen und Warndreiecken.

## Geschichte
Die heutigen Leina-Werke wurden 1964 von Roswitha & Horst-Werner Falkenstein unter dem Namen Leininger Verbandstoffe in Köln gegründet. 1965 zog das Unternehmen nach Rosbach um, heute ein Ortsteil von Windeck. Mit der Einführung der Pflicht des Verbandkastens in Automobilen 1968 stieg der Erfolg der Leina-Werke rasch an. 1991 wurde das Unternehmen von Hartmut Steinhauer übernommen, expandierte 1993 mit dem Kauf des tschechischen Verbandherstellers Lova und wurde somit zu einem der größten europäischen Herstellern von Erste-Hilfe-Produkten. Im Jahre 2002 folgte der Bau eines Logistikzentrums in Pegnitz in Bayern, welches die Belieferung des süddeutschen und europäischen Raums abwickelt. 2004 wurde eine Kooperation mit der polnischen Firma Vera geschlossen.

## Standorte
- Werk 1 + 2: Windeck, Deutschland (Hauptsitz)
- Werk 3: Lovčice, Tschechien
- Werk 4: Pegnitz, Deutschland
- Werk 5: Bielsko-Biała, Polen